# Malá Lhota
Malá Lhota – miejscowość i gmina (obec) w Czechach, w kraju południowomorawskim, w powiecie Blansko. W 2022 roku liczyła 164 mieszkańców.